# Ongewervelden

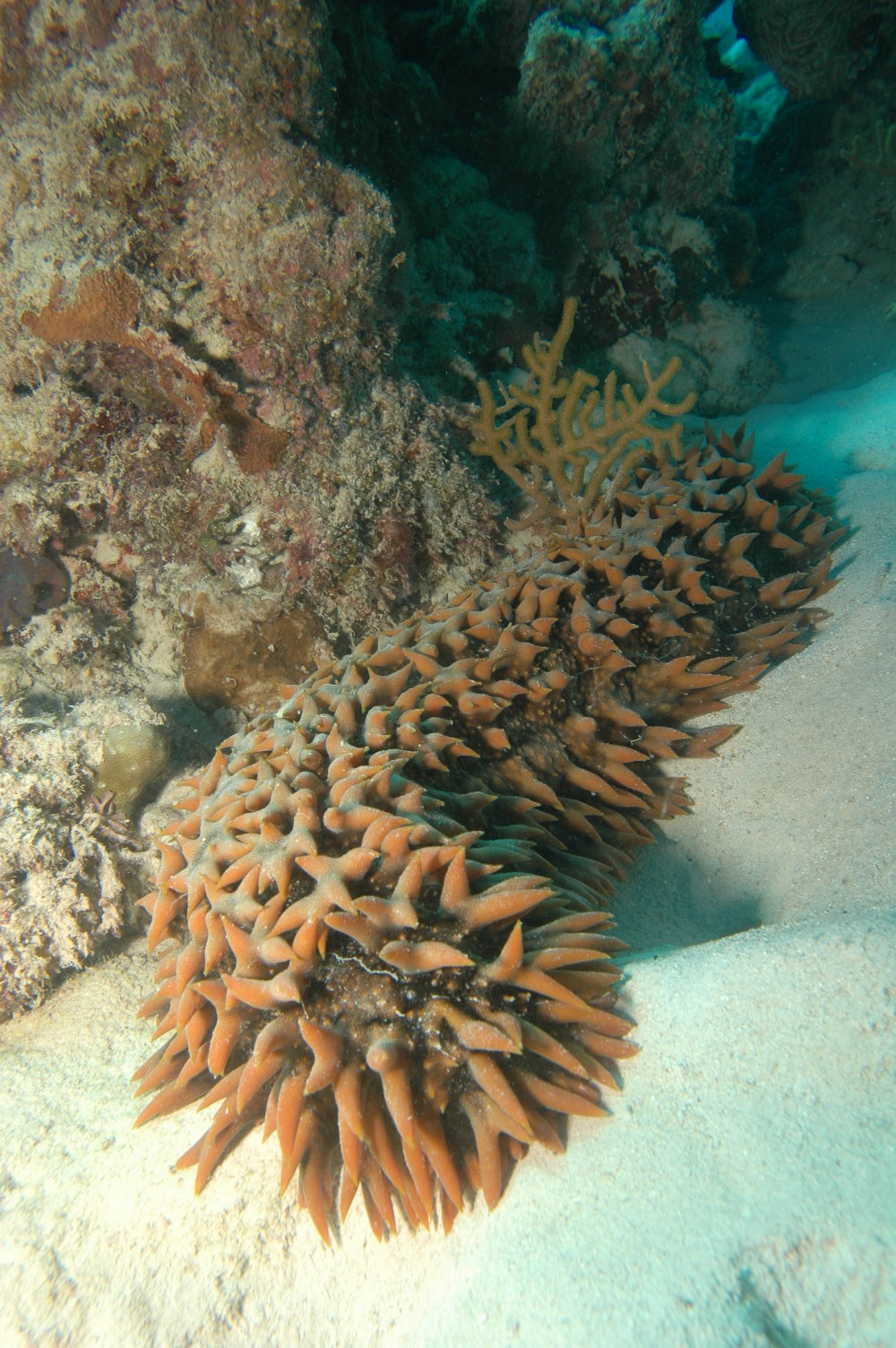
Thelenota ananas, een stekelhuidige

Ongewervelden of invertebraten zijn dieren zonder een wervelkolom of ruggengraat, in tegenstelling tot vertebrata ofwel gewervelden. De gewervelden en ongewervelden vormen samen het gehele dierenrijk. 
Het belangrijkste onderscheid tussen gewervelden en ongewervelden is de aanwezigheid van een verstevigde kolom van wervels rond de centrale zenuw, die bij de ongewervelden ontbreekt. De gewervelden hebben zich ontwikkeld uit de ongewervelden en zijn in vergelijking daarmee sterk in de minderheid. Ongeveer 98% van alle diersoorten wordt tot de ongewervelden gerekend. Nochtans is het geen coherente groep dieren. Veel leden van deze groep zijn meer verwant met de gewervelde dieren dan met andere ongewervelden. 

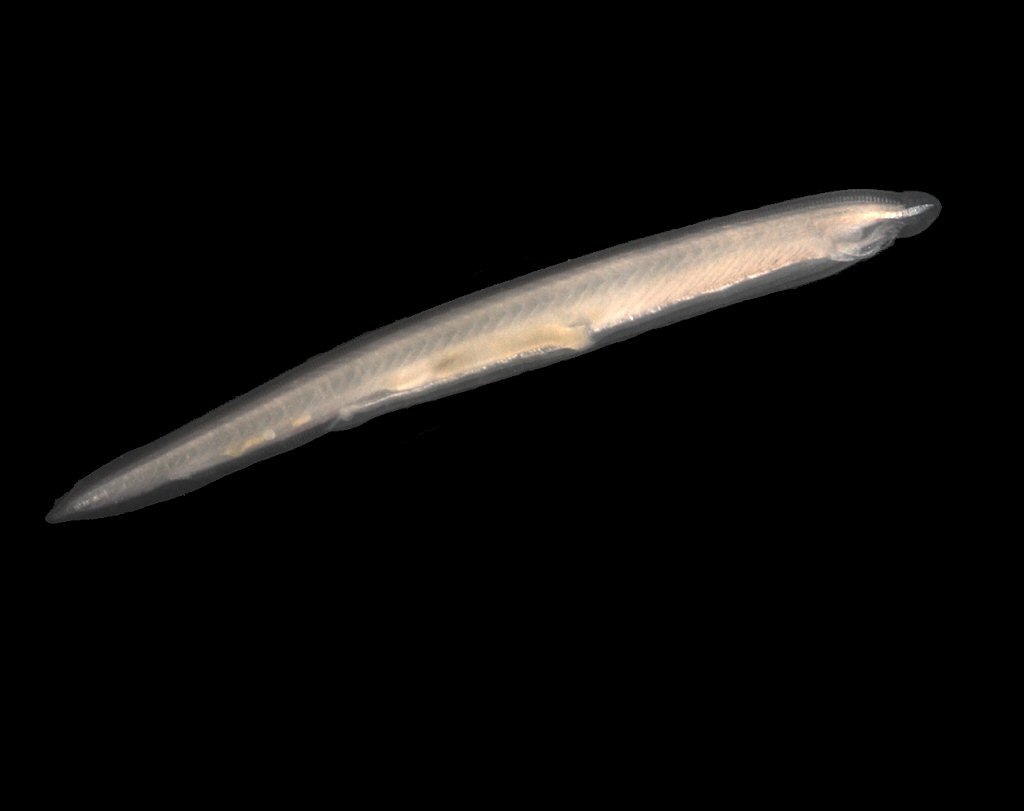
Lancetvisje, heeft wel een chorda, maar geen wervelkolom.

Verwar de wervelkolom niet met een chorda. Sommige chordadieren hebben een chorda die niet tot een wervelkolom uitgroeit. Een voorbeeld hiervan is het ongewervelde lancetvisje.  

## Achtergrond
De term ongewerveld is ingevoerd door de Franse bioloog Jean-Baptiste de Lamarck, om dieren als insecten, pijlinktvissen en wormen te onderscheiden van de gewervelde dieren. Lamarck deelde de ongewervelden verder op in twee groepen: insecten en wormen. Deze taxonomische indeling van de ongewervelden is met de toegenomen systematische kennis inmiddels veel verder verfijnd.

## Taxonomie
De ongewervelde dieren vormen in strikte zin geen taxonomisch niveau, maar een parafyletische groep. De ongewervelden bestaan uit een verzameling van verschillende stammen en onderstammen.  
Tot de ongewervelden behoren de volgende (onder)stammen:

### Stammen die tot de ongewervelde dieren behoren
Er zijn 35 stammen in totaal:
- Acanthocephala (Haakwormen)
- Annelida (Ringwormen)
- Arthropoda (Geleedpotigen)
- Brachiopoda (Armpotigen)
- Chaetognatha (Pijlwormen)
- Chordata (Chordadieren) - Slechts een zeer klein deel van de Chordata behoort tot de ongewervelden.
De rest behoort tot de gewervelden (Vertebrata).
- Cnidaria (Neteldieren)
- Ctenophora (Ribkwallen)
- Cycliophora (Kransdiertjes)
- Echinodermata (Stekelhuidigen)
- Ectoprocta of Bryozoa (Mosdiertjes)
- Entoprocta (Kelkwormen)
- Gastrotricha (Buikharigen)
- Gnathostomulida (Tandmondwormen)
- Hemichordata (Kraagdragers)
- Kinorhyncha (Stekelwormen)
- Loricifera (Corsetdiertjes)
- Micrognathozoa
- Mollusca (Weekdieren)
- Monoblastozoa
- Nematoda (Rondwormen)
- Nematomorpha (Paardenhaarwormen)
- Nemertea (Snoerwormen)
- Onychophora (Fluweelwormen)
- Orthonectida
- Phoronida (Hoefijzerwormen)
- Placozoa (plakdiertjes)
- Platyhelminthes (Platwormen)
- Porifera (Sponzen)
- Priapulida (Peniswormen)
- Rhombozoa
- Rotifera (Raderdieren)
- Sipuncula (Pindawormen)
- Tardigrada (Beerdiertjes)
- Xenacoelomorpha

### Onderstammen van de Chordata die tot de ongewervelde dieren behoren
- Cephalochordata (Schedellozen)
- Hyperotreti of Myxini (Slijmprikken)
- Tunicata (Manteldieren)

## Eigenschappen
De eigenschap die elke ongewervelde gemeenschappelijk heeft, is de afwezigheid van een wervelkolom. Omdat alle ongewervelden tot het dierenrijk behoren, zijn ze alle heterotroof (hebben andere organismen nodig als voedingsbron) en eukaryoot. Gezien hun taxonomische diversiteit, zijn ze onderling heel verschillend wat betreft lichaamssymmetrie, segmentatie, gelede aanhangsels, spijsverteringsstelsel...